# Carrer de Fulton
El carrer de Fulton és una via del barri d'Horta de Barcelona.

## Història i descripció
Es va obrir el 1888 on hi havia l'hort de Pere Pau, amb el nom de carrer de Dolça (dona d'en Pere Pau). Enllaçava amb la carretera d'Horta (actual passeig de Maragall), passant per sobre del pont de la riera d'Horta (actual carrer del Tajo), i acabant a la plaça del Progrés (actual plaça d'Eivissa). Amb l'agregació d'Horta a Barcelona el 1904 canvià el nom a carrer del Progrés, fins al 1907, any en què agafà el nom actual.
Com a lloc de pas que era, per a persones, vehicles i mercaderies, hi havia establiments de parada i fonda, com la fonda Can Gaig. També hi havia l'estació del tramvia de vapor que venia de Barcelona, precedent del tramvia elèctric.
El carrer rep el nom de l'inventor nord-americà Robert Fulton (1765-1815). El 2017, l'Associació de Veïns d'Horta va demanar a l'Ajuntament que el carrer passés a anomenar-se de la Dona, que ja havia existit molt a prop, al costat de la plaça d'Eivissa, on hi ha unes galeries comercials.

## Pont de la riera d'Horta
Va ser construït el 1884 per iniciativa de Francesc Xinxó, que havia sigut el promotor del tramvia de vapor d'Horta, que acabava just abans de la riera. Abans de la construcció del pont els usuaris del tramvia que venien de Barcelona havien de creuar la riera a peu per a arribar a Horta. En dies de baixada d'aigües per la riera hi havia un servei municipal que oferien uns homes que passaven a coll les persones que no volien mullar-se.
El tramvia elèctric de Barcelona a Horta, inaugurat el 1901, passava per sobre del pont i acabava a la plaça d'Eivissa. Sobre el pont acudien els homes sense feina i esperaven que els contractessin per a qualsevol treball. Per aquest motiu, se'n deia Pla de l'Os, per analogia amb el de la Rambla de Barcelona.
El pont es va soterrar per les obres del metro entre els anys 1964 i 1967, i l'antiga riera es va convertir en carrer transitable pels cotxes (carrer del Tajo).